# Donald Airport
Donald Airport är en flygplats i Australien. Den ligger i kommunen Buloke och delstaten Victoria, omkring 240 kilometer nordväst om delstatshuvudstaden Melbourne. Donald Airport ligger 121 meter över havet.
Trakten runt Donald Airport är nära nog obefolkad, med mindre än två invånare per kvadratkilometer.. 
Trakten runt Donald Airport består till största delen av jordbruksmark. Genomsnittlig årsnederbörd är 403 millimeter. Den regnigaste månaden är juli, med i genomsnitt 55 mm nederbörd, och den torraste är januari, med 10 mm nederbörd.